# Calle de Sánchez Toca
La calle de Sánchez Toca es una vía pública de la ciudad española de San Sebastián.

## Descripción

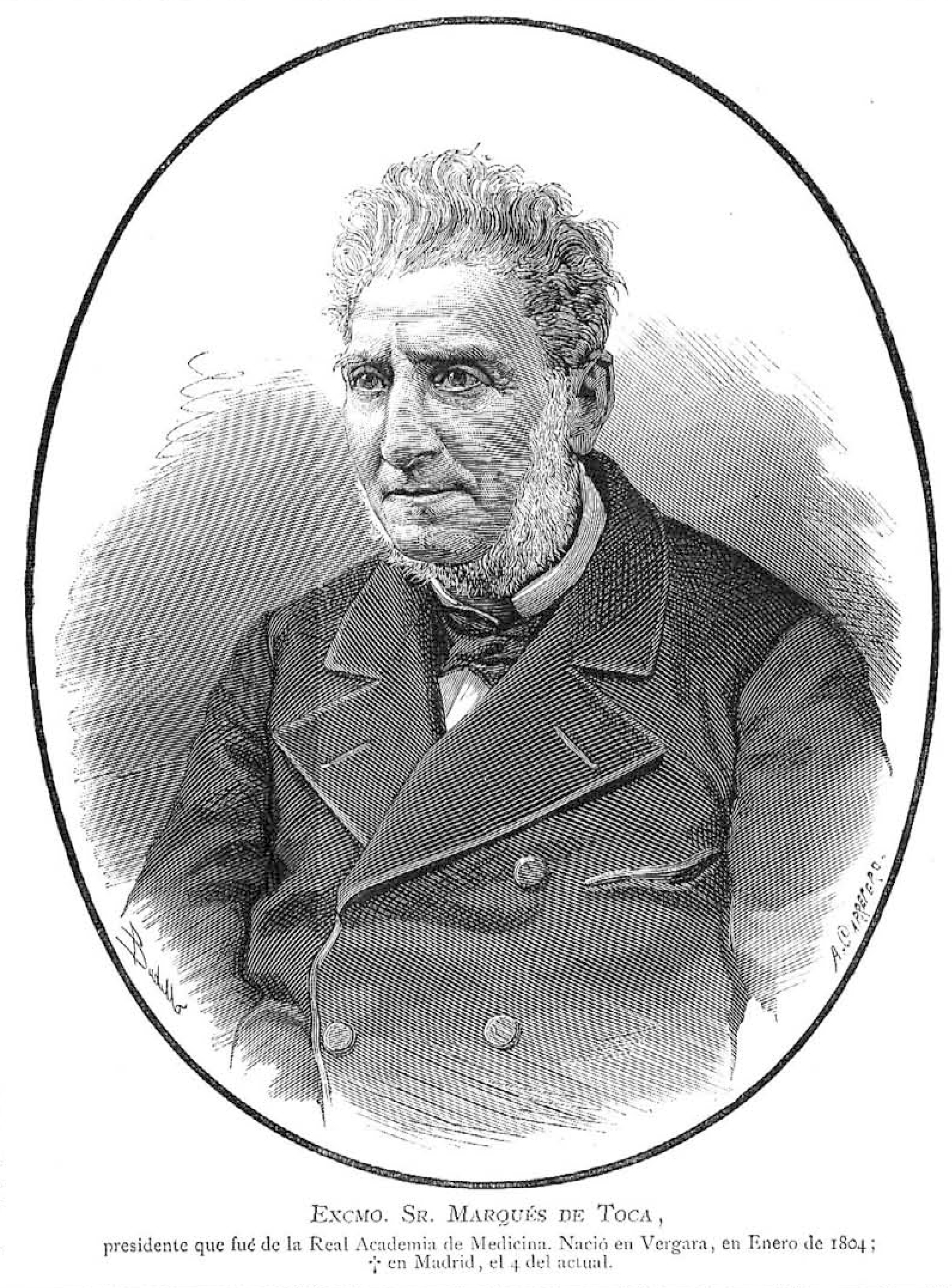
Melchor Sánchez de Toca y Sáenz de Lobera da nombre a la calle

La calle nace de la de Hondarribia y llega hasta la de Urbieta, con cruce a medio camino con la de los Reyes Católicos. Desde 1902, y aunque con diferentes variantes del mismo título, honra a Melchor Sánchez de Toca y Sáenz de Lobera (1806-1880), médico y escritor natural de la localidad guipuzcoana de Vergara, miembro durante cuarenta y tres años de la Real Academia de Medicina, que llegó a dirigir. La vía aparece descrita en Las calles de San Sebastián (1916) de Serapio Múgica Zufiria con las siguientes palabras:

Calle del Doctor Sanchez Toca.—Don Melchor de Sánchez Toca, nació en Vergara (Guipúzcoa) el 5 de Enero de 1804. En el colegio de San Marcos de Madrid hizo la carrera de Medicina y Cirugía con gran brillantez, y al terminar sus estudios obtuvo por oposición una plaza de Profesor que había vacante en el citado colegio. El 20 de Marzo de 1837, fué nombrado Profesor de la Cátedra de operaciones, y el 1.º de Abril, Académico de la Real Academia de Medicina, a la cual perteneció durante 43 años, haciendo brillantes campañas médicas, aportando datos y noticias de casos por él practicados y experimentados. Los muchos méritos que contrajo fueron causa de que le elevasen a la Presidencia de la Academia, para cuyo alto cargo fué reelegido más de siete veces. Adquirió gran renombre dentro y fuera de la Nación Española, como Cirujano operador, llegando a figurar en su tiempo, en primera línea en el concepto expresado. Murió en Madrid el 4 de Julio de 1880, siendo su cadáver trasladado a Vergara en donde fué recibido por el pueblo en masa.

A propuesta de la Comisión de Fomento, el Ayuntamiento de San Sebastián acordó en sesión de 13 de Febrero de 1902, que se designase con el nombre de Sánchez Toca, la vía últimamente trazada detrás del Instituto de segunda enseñanza. El 21 de Febrero de 1905 para que no hubiere dudas acerca del personaje que se quería recordar con ese nombre, se propuso que se titulara «Calle de don Melchor Sánchez Toca», y por parecer largo este título, se acordó denominarle «Calle del Doctor Sánchez Toca», disponiendo en sesión de 8 de Marzo de 1916, que se colocasen placas con ese rótulo.
(Múgica Zufiria, 1916, p. 25)